# Дивият робот
„Дивият робот“ (на английски: The Wild Robot) е американски анимационен научнофантастичен приключенски филм от 2024 г., базиран на едноименната поредица книги, написани от Питър Браун, продуциран е от „Дриймуъркс Анимейшън“ и е разпространен от „Юнивърсъл Пикчърс“. Филмът е режисиран е Крис Сандърс по негов сценарий, продуциран от Джеф Хърман, а изпълнителен продуцент дългогодишен партньор на Сандърс – Дийн Деблоа. Озвучаващият състав се състои от Лупита Нионг'о, Педро Паскал, Кит Конър, Бил Най, Стефани Хсу, Марк Хамил, Катрин О'Хара, Мат Бери и Винг Реймс.
„Дриймуъркс“ обявява анимационната филмова адаптация за поредицата книги „Дивият робот“ през септември 2023 г., докато Сандърс, Хърман и Деблоа започват работа по филма. Музиката е композирана от Крис Бауърс, който отбеляза първата му композиция за анимационен филм.
Премиерата на филма се състои в международния филмов фестивал в Торонто на 8 септември 2024 г., и излиза по кината в Съединените щати на 27 септември 2024 г.

## Актьорски състав
- Лупита Нионг'о – Роз[5]
- Педро Паскал – Финк[5]
- Кит Конър – Брайтбил[5]
  - Буун Сторм – Брайтбил като бебе[6]
- Катрин О'Хара – Пинктейл[5]
- Бил Най – Лонгнек[5]
- Стефани Хсу – Вонтра[5]
- Марк Хамил – Торн
- Мат Бери – Падлър
- Винг Реймс – Тъндърболт

## Производство

### Разработка
На 28 септември 2023 г. „Дриймуъркс Анимейшън“ обявява анимационната филмова адаптация по поредицата книги „Дивият робот“, написани от Питър Браун. Крис Сандърс режисира и пише сценария, Джеф Хърман продуцира, а дългогодишният сътрудник на Сандърс – Дийн Деблоа, е изпълнителен продуцент на филма. Другите членове на екипа са разкрити, включително сценографът Реймънд Зибах, монтажистката Мери Блий и ръководителката на историята Хайди Джо Гилбърт.

## Музика
Крис Бауърс композира музиката във филма, като това му е и първата му изява в анимационен филм.

## Премиера
Премиерата на филма се състои във филмовия фестивал „Торонто“ на 8 септември 2024 г. и излиза по кината на 27 септември 2024 г. Преди това е насрочен за 20 септември, но е преместен с една седмица по-късно, за да не се конкурира с „Трансформърс: Първият“ на „Парамаунт Анимейшън“.

## В България
В България филмът излиза по кината на 11 октомври 2024 г. в разпространение от „Форум Филм България“.